# Keine Bedienung für Nazis
Keine Bedienung für Nazis ist eine Initiative von Gastwirten aus Regensburg, die rassistische und diskriminierenden Äußerungen in ihren Lokalen nicht dulden bzw. Nazis und Rassisten nicht bewirten wollen.

## Zweck
Das Bündnis gründete sich im August 2010. Damals unterzeichneten gut 80 Regensburger Gastwirte einen Aufruf, dessen zentraler Inhalt wie folgt lautet.

„Wir sagen Nein zu Intoleranz und Rassismus, die das friedliche Zusammenleben der verschiedenen Kulturen in Regensburg stören. Um die Stadt und ihre Einwohner, die Touristen, unsere Gäste und unser Personal vor diesen Übergriffen zu schützen, erklären folgende Gastronomiebetriebe: Nazis und andere Rassisten haben in unseren Räumen nichts zu suchen. Wir dulden keine rassistischen, diskriminierenden Äußerungen in unserem Lokal. Wir werden diese Leute nicht bedienen.“

Zum Ende des Jahres 2013 belief sich die Anzahl der Unterstützer auf über 190.

## Hintergrund
Ende Juni 2010 verprügelten fünf polizeilich bekannte Rechtsextremisten einen Barkeeper an seinem Arbeitsplatz in einem Regensburger Lokal. Der Übergriff gilt als politisch motivierter Racheakt, da der Keeper wenige Tage zuvor interveniert hatte, als eine dunkelhäutige Frau in der Öffentlichkeit von Rechtsradikalen rassistisch beleidigt worden war. Anlässlich des Überfalls auf die Thekenkraft wurde von einer Mitarbeiterin der Bayerischen Landeskoordinierungsstelle gegen Rechtsextremismus die Gründung einer Initiative von Wirten angeregt, woraufhin zwei Monate später das Bündnis Keine Bedienung für Nazis von ihr, dem Ehepaar des überfallenen Lokals und weiteren Privatpersonen gegründet wurde.

## Auszeichnungen
Im März 2013 erhielt das Wirte-Bündnis den Josef-Felder-Preis der bayerischen SPD. Den Lutherpreis „Das unerschrockene Wort“ bekam die Initiative im April 2013 verliehen.

## Aktivitäten
Die Initiative forderte unter anderem, dass die Stadt Regensburg keine kommunalen Räume für die Band Frei.Wild zur Verfügung stellt. Deren Musik und Konzerte sei der kulturelle Kitt für die rechtsextreme Szene, was die Stadt nicht unterstützen solle.

## Spaltung
Die Initiative spaltete sich, als die Gründung eines eingetragenen Vereins anvisiert wurde. Eine Gruppe um das Wirtsehepaar wollte das Bündnis in der bisherigen Form weiterführen. Ein anderer Teil der Initiative gründete am 30. September 2013 den Verein KEINE BEDIENUNG FÜR NAZIS e.V., der die bisherige Arbeit der Aktiven fortführt und für die erhaltenen Preisgelder verantwortlich zeichnet. Presseberichten zufolge führten schon länger vorhandene Differenzen in der politischen Arbeit zu einer Aufspaltung des Bündnisses. Die Spaltung führte auch zeitweise zu zwei unterschiedlichen Repräsentationen im Internet und juristischen Auseinandersetzungen. Streitgegenstände der zwei Lager waren unter anderem die vorhandenen materiellen Ressourcen und das Namensrecht an der ehemaligen Website.
Eine von den Wirtsleuten angestrengte Klage auf Herausgabe unter anderem der Preisgelder wurde vom Landgericht Regensburg im November 2014 abgewiesen.

## Berichterstattung
Berichte der Mittelbayerischen Zeitung betonten wiederholt die jüdisch-israelische Herkunft des Wirtes, obwohl sie bei dem eigentlichen Angriff auf den Barkeeper bzw. das Lokal keine Rolle spielte. Nach der Spaltung ergriff ein Redakteur der Mittelbayerischen Zeitung mehrfach einseitig Position für den Wirt und bezeichnete die Gründergruppe des Vereins diffamierend als „Kuckuck“. Personen aus dieser Gruppe hätten sich demnach „im Zenit des Erfolgs selbst als Gründer“ der Initiative von 2010 aufgeschwungen. Der Verein Keine Bedienung von Nazis e.V. protestierte gegen die von ihm als tendenziös wahrgenommene Berichterstattung.